# Lièvre ibérique
Lepus granatensis
Espèce
Statut de conservation UICN

 LC  : Préoccupation mineure
Le lièvre ibérique (Lepus granatensis) est un petit mammifère de l'ordre des lagomorphes, de la famille des léporidés et du genre Lepus. Il a été décrit en 1856 par Rosenhauer. Il est largement répandu dans la péninsule ibérique.

## Description
Ce lièvre est beaucoup plus petit et plus léger que le lièvre d'Europe. Son corps a une longueur de 44 à 50 centimètres et pèse de 1,5 à 2,6 kilogrammes. Sa queue a une longueur de 9 à 11 centimètres et ses oreilles mesurent  9,03 à 10,05 centimètres.
Il a une fourrure présentant des zones blanches sur la poitrine, les flancs et le haut des pattes.
Il n'y a pas de dimorphisme sexuel et l'identification des sexes est difficile à l’œil nu, sans contact manuel avec l'animal. Les femelles sont généralement plus grandes que les mâles (2,90 kg en moyenne pour les mâles et 3,30 kg pour les femelles). Mais les comportements permettent de distinguer mâles et femelles en période de reproduction.

## Écologie et comportement

### Alimentation
Le lièvre se nourrit essentiellement d'herbes, qui font environ 75 % du régime alimentaire de l'animal, même si elle comprend d' autres produits végétaux tels que les racines, bulbes, écorce de plantes ligneuses et les fruits sauvages et même des charognes, en particulier en période de pénurie.
Il est cæcotrophe, il produit des fientes sphériques et humides recouvertes de mucus qui sont ingérées sans mastication. Ces fientes sont riches en vitamine B et en micro-organismes nécessaires à la digestion de la cellulose.

### Reproduction
Le lièvre atteint sa maturité sexuelle à 12 mois.
La gestation dure de 42 à 44 jours et la hase a deux ou trois portée par an. Après le premier rapport sexuel, la hase peut garder le sperme de deux accouplements différents puis se développent deux grossesses différentes, retardées dans le temps qui est appelé la superfétation.
Chez le lièvre ibérique, la période de reproduction se déroule tout au long de l'année, mais les périodes de chaleurs chevauchent les périodes de pic d'abondance de nourriture. Ainsi les nouvelles reproductions sont conditionnées par la disponibilité de la nourriture.
À l'état sauvage, il vit entre 7 et 9 ans et en captivité il peut atteindre 12 ans.

## Sous-espèces
Trois sous-espèces de lièvre sont répertoriées :
- Lepus granatensis granatensis (Rosenhauer, 1856) : Cette sous-espèce est la plus abondante et se trouve en Andalousie, Estrémadure, Meseta Central, Valence et le sud de l'Aragon et de la Catalogne.
- Lepus granatensis gallaecius (Miller, 1907) : Cette sous-espèce a une couleur plus sombre est présente dans le nord-ouest de la péninsule ibérique, en Galice.
- Lepus granatensis solisi (Palacios et Fernández, 1992) : Cette sous-espèce est probablement éteinte de nos jours, ou au moins très rare. Il n'y a eu aucune observation digne de confiance au cours des dernières années.

## Aire de répartition et habitat

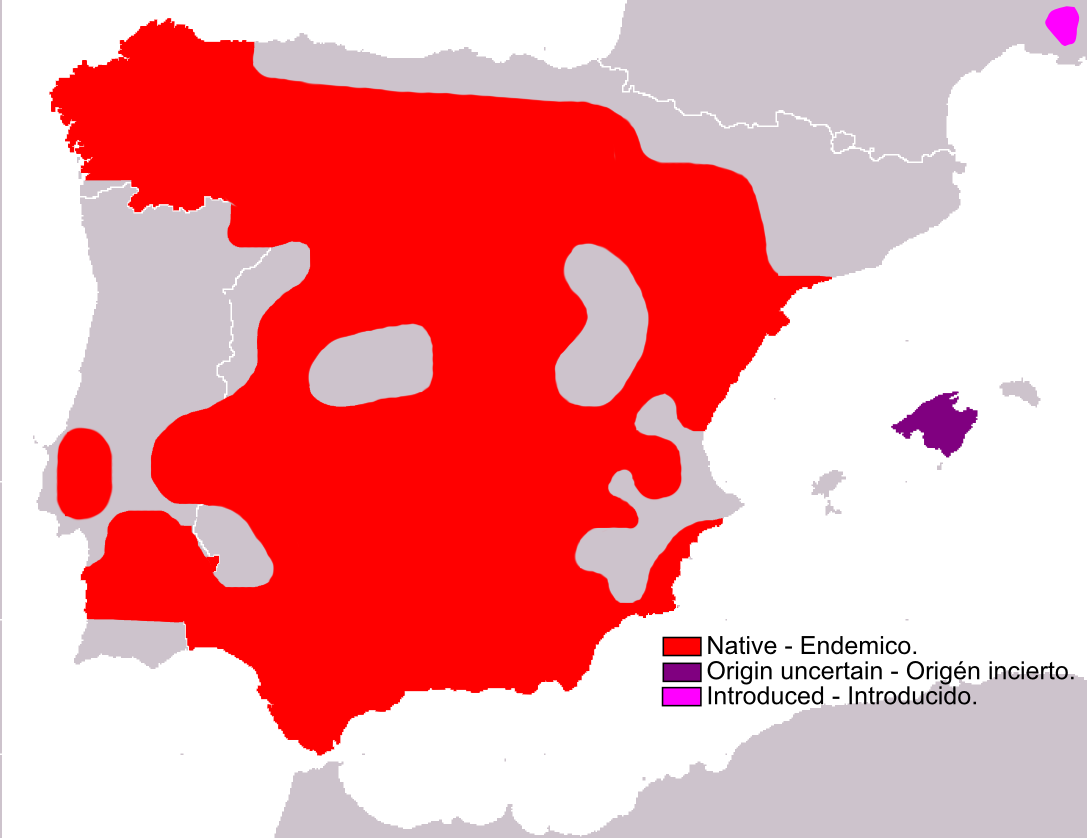
Carte de l'aire de répartition du Lièvre ibérique.

Il occupe presque la totalité de la péninsule ibérique et l’île de Majorque. Il est le plus courant dans les montagnes du nord ibérique. Une grande partie de cette zone a un climat moins extrême que d'autres parties de la péninsule, comme la dépression de l'Èbre et les montagnes ibériques du sud. Cette espèce a tendance à préférer les écosystèmes agricoles communs dans cette région. Il peut occuper une variété de types de paysages au sein de cette zone, y compris les forêts, les zones arbustives et les prairies.
Dans la péninsule ibérique, il y a trois espèces de lièvre: le Lièvre de Castroviejo (Lepus castroviejoi, Palacios, 1976), le lièvre d'Europe (Lepus europaeus, Pallas, 1778) et le lièvre ibérique (Lepus granatensis, Rosenhauer, 1856). De ces trois espèces la plus répandues et abondantes en Espagne est le lièvre ibérique, espèce endémique de ce pays.
Quelques noyaux de populations se sont formés malencontreusement à la suite de leur introduction pour la chasse dans le sud de la France, en zone sèche.